# Спокойная сталь
Споко́йная сталь — устоявшийся металлургический термин, который обозначает более полную степень раскисления литой стали по сравнению с кипящей или полуспокойной сталью. Такая сталь получается введением в сталеплавильный агрегат (печь, ковш, изложницу и т. п.) повышенного количества сильных раскислителей (кремния, ферросилиция, алюминия, марганца и т. п.), которые снижают содержание кислорода. Результат застывания такого расплава отличается плотной структурой, так как он спокойно кристаллизуется без кипения и выделения искр или газов.
В технической литературе и на производстве для обозначения спокойной стали в составе марки прописывается индекс «сп». Для нелегированных марок сталей индекс может не указываться.